# Путь меча
«Путь меча́» — роман в жанре героической фэнтези харьковских писателей Громова и Ладыженского, публикующихся под псевдонимом Генри Лайон Олди. Написан в 1994 году. В 1999 удостоен премии «Большой Зилант» на фестивале Зиланткон.
Роман входит в «Кабирский цикл», куда также включены повесть 1996 года «Дайте им умереть» и роман 1998 года «Я возьму сам». Причём события «Я возьму сам» предваряют события «Пути меча» на 800 лет, а в «Дайте им умереть» описывается мир Кабира в современном нам состоянии. К прототипам города Кабир относятся средневековые Кабул, Самарканд и Каир.

## Мир романа
Мир романа — условно арабско-исламский мир Халифата, окраинные страны имеют сходство со странами востока: Китаем, Японией, Монголией. В Кабирский эмират входят также страны, подобные средиземноморским, упоминаются также местные аналоги североевропейских стран. Действие разворачивается в таких странах, как Кабирский эмират (Афганистан; Кабир соответствует Кабулу, возле которого и в нашей реальности расположен упомянутый в романе горный хребет Сафед-Кух), Мэйлань (Китай и Япония), Шулма (монгольские степи). Упоминается Кимена (Греция), Харза (арабская страна), Лоул, или Лоулез (северная Европа), и другие.
В мире романа холодное оружие разумно, обладает свободой воли, собственным языком и историей, при этом считает свою цивилизацию единственной. Самоназвание оружия — Блистающие, людей, которыми оружие «владеет», Блистающие называют Придатками и считают чем-то вроде своих симбионтов (это слово в романе не употребляется, но Придаток для Блистающего явно большее, чем домашнее животное).
Блистающие искренне уверены, что они контролируют все действия Придатков.
Популярны поединки, обязательно без нанесения травмы дерущимся людям («портить Придатков — последнее дело»). Поединки называются Беседами. Культура Бесед зародилась ещё во времена Диких Лезвий — когда Блистающие находились на низком уровне развития цивилизации и ещё портили Придатков, а к настоящему моменту развилась до совершенства.
С другой стороны, люди этого мира так же разумны и так же считают свою цивилизацию единственной, относясь к Блистающим как к вещам — почти священным, но тем не менее вещам.
Кабирский эмират — почти утопия. Его жители практически не совершают преступлений, связанных с насилием: Блистающие не позволяют. Нет ни сословных, ни расовых, ни других неурядиц. Но счастливое время подходит к концу, для эмирата начинается смутное время.

## Сюжет
В Кабире вдруг начинают происходить убийства. Ползут слухи о секте Тусклых (среди Блистающих) и асассинов — (среди людей). Эмиры Кабира (человек Дауд Абу-Салим и ятаган Шешез) думают, разрешать ли проведение турнира, и Высшие Мэйланя, человек Чэн Анкор с мечом Единорогом, дают ему совет проводить турнир. Их голос оказывается решающим. Но в поединке с приезжими незнакомцами Чэн теряет правую руку до середины предплечья. Он и его меч впадают в депрессию — искусство Беседы отныне им недоступно.
Но обоим дают совет придворные шуты (человек и кинжал-дзюттэ) — выковать Чэну новую, механическую руку. Он принимает этот безумный совет, что оказывается поворотным решением в его жизни. Каким-то чудом железная рука Чэна становится средством связи между ним и его мечом — и так впервые знакомятся Блистающий и человек.
Пытаясь расследовать обстоятельства беспрецедентных преступлений, Единорог и Чэн выходят на группу Блистающих и людей, умеющих проливать кровь. В ночной стычке получает тяжёлое ранение шут-человек Друдл, его ятаган Детский Учитель гибнет, а Чэн и Единорог в состоянии аффекта впервые убивают. Как трофей Чэну достается Сай Второй. Он забирает с собой и второго Блистающего — Блистающего тяжело раненного Друдла (Чен считает его погибшим), шута Дзюттэ.
Чэн и Единорог решают ехать за ответом на все поставленные судьбой вопросы в Мэйлань. С ними отправляются их бывшие дворецкие (человек и меч), а за ними тайно следуют друзья и возлюбленные обоих — пика Волчья Метла и благородная госпожа Ак-Нинчи соответственно.
После Мэйланя их путь лежит в страшную Шулму — туда, где люди и Лезвия все ещё Дикие, убийство считается нормальным и даже почётным делом, а милосердие — слабостью…

## Главные герои
- Чэн Анкор Вэйский — главный герой, молодой кабирец из семьи выходцев из Мэйланя, потомок знатного рода, человек Единорога. Часть повествования ведётся от имени Чэна. Весёлый, с лёгким характером человек, мастер «пьяного меча». Попав в Шулму, волею обстоятельств был назван Асмохат-та, последним земным воплощением жёлтого бога Мо.
- Мэйланьский Единорог — также главный герой, Блистающий Чэна, прямой меч дан гьен (цзянь), часть повествования ведется от его имени. Характером схож со своим человеком, как обычно в этом мире и бывает.
- Друдл Муздрый — шут кабирского эмира, невысокий, плотный человек средних лет, мудрый, язвительный и жестокий. У него два Блистающих, и, кроме того, он обладает навыками и рукопашного боя — редкость в том мире. Увлекается историей Кабира, собирает творческое наследие Аль-Мутанабби, легендарного эмира-поэта.
- Дзюттэ Обломок — один из Блистающих Друдла, позднее перешёл к Чэну — кинжал-дзюттэ, также эмирский шут. Ещё более язвительная личность, чем его человек. Способен убивать Блистающих — ломать чужое оружие (за что в древности получил прозвище «Кабирский палач»), но не способен проливать кровь Придатков, так как не имеет острия и лезвий.
- Кос ан-Танья — дворецкий Чэна, весьма своеобразная личность. Готов идти с Чэном куда угодно, даже если тот протестует.
- Заррахид — меч-эсток Коса, дворецкий Единорога. Похож на своего человека.
- Сай Второй — один из Блистающих, научившихся проливать кровь в Шулме. По счёту мечей — совсем дитя, после гибели Придатка попал к Чэну, и его перевоспитанием занялся Дзюттэ. Потом Сая взял себе Кос.
- Чин, госпожа Ак-Нинчи — возлюбленная Чэна. Человек пики по имени Волчья Метла.
- Матушка Ци — старуха, знающая слишком многое для обычного человека, человек посоха Чань-Бо. Любит притворяться глупой болтливой бабкой.
- Юнъэр — правительница Мэйланя, вдовствующая императрица, имевшая на Чэна свои планы, очень красивая женщина. Её Блистающие — две боевые эмейские спицы, Аун и Аунух.
- Но-дачи — Блистающий, научившийся проливать кровь в Шулме и принесший это искусство в мирный Кабирский эмират. Его человек — Асахиро Ли. Оба глубоко несчастны из-за своего выбора.
- Джамуха Восьмирукий — правитель Шулмы. Человек меча Чинкуэды по прозвищу Змея Шэн. В итоге оказывается девушкой, появлявшейся прежде в повествовании как второстепенный персонаж.
- Куш-тэнгри, прозванный Неправильным Шаманом, — шулмус, служитель Безликого. Родился седым и, говорят, был выкормлен волками. Хороший шаман и достойный человек.

## Литературные особенности
«Путь меча» примечателен оригинальностью и новизной фантастического допущения, динамичностью сюжета, а также тем, что (по оценке Евгения Харитонова) этот роман, вероятно, можно считать первой в мировой литературе утопией в жанре героической фэнтези, поскольку действие романа происходит в практически идеальном государстве, гармоничном, эстетизированном, где поединки на мечах представляют собой искусство, а не являются средством убийства.
Авторы сделали антропоцентрическую метафору основой жизненной философии героев, фантастическое допущение о разумном оружии обретает силу притчи. При этом не только оружие в романе наделено человеческими особенностями, но и люди имеют некоторое сходство с колюще-режущими и ударно-дробящими предметами. Все герои «Пути меча» — личности волевые и целеустремлённые, для них не характерна рефлексия. Любой спор, любое столкновение мнений может приводить к фехтовальному поединку. С этим и связаны проблемы героев: между сильными и цельными личностями неизбежен конфликт, и некому сгладить острые углы и уменьшить противоречия.

## Проблематика
В романе затрагиваются этические вопросы о допустимости ради благой цели «приносить с собой Шулму туда, где её ранее не было», то есть учить убивать тех, кто этого не желает, даже ради того, чтобы у них была возможность защищаться; но также и о том, стоит ли пытаться искоренять из человеческой натуры саму мысль о возможности насилия.